# 堀野哲仙
堀野 哲仙（ほりの てっせん、1904年〈明治37年〉2月2日 - 1995年〈平成7年〉）は、日本の書道家。堀野書道学校初代校長。日本書法芸術院名誉会長。本名「幸」(こう)。祖先堀川家祐筆松島幸右衛門の頭字、幸の一字をそのまま命名する。

## 生涯

### 生立ち
明治37年2月2日生誕。体の弱かった母から未熟児として生まれたので長生きはできないだろうと判断され、幸の後にもう一字付ける予定だったが、そのまま名を「幸」として役場に届けられる。その後命を落とすことはなかったが、栄養失調のため明治39年から明治42年まで、一時的に視力を失う。虚弱体質で体が小さかったことから、学校でいじめを受け続け、ついに小学校4年生の時に落第させられた。12歳になった時の体重が約18キロであった。

### 小僧時代
武川村では小学校を出ると青年会に入れられ、強制的に書初を出させられた。字も書けず道具も無かったので、学校のごみ捨て場に行き墨の欠片、筆の軸と毛を拾ってきてご飯粒でくっつけ、家族が寝静まってから古新聞の表裏にびっしりと練習した。その結果第一席を受賞し、当時関東随一の書家であった小川真庵に才能を見出された。月謝が払えないので指導を受けることはなかったが、家族や弟子を差し置いて、真庵から20枚の半紙手本を授けられた。
上京して叔父の印刷見習い工をしている時、中川和堂先生の所へお使いに行く事があり、毎日通ううちに「書きたかったら書きなさい」と机と半紙を用意してもらい、たった1度だけ後ろから筆を持って書いてもらった。このことから「私にとって、中川先生がただ１人の恩師」と後に語っている。また、この一件で勉学意欲が高まり、親に勉強したいと言ったところ叔父との仲が悪くなるのを恐れて勘当させられてしまった。

### 青年時代
勘当された後書道会の二水会に入り、相沢春洋先生から雅号「春窓」を授けられる。支部長となり中野鍋屋横丁で開塾するが上手になる人とならない人がいたため、既成の書道に疑問を持ちはじめ、わずか半年で閉塾して脱会してしまった。この頃易学者の高島象山に易学の指導を受け始めた。
そんな中「日本人は外国から色々なものを学んで来たけれど、今度は日本のものを外国へ教えて、互いに交換し合わなければいつまでたっても同格に付き合えない」と考え始め、日本の伝統ある文化を外国人にもわかるように解き明かし、理解してもらわなくてはいけない。と考え日本文化の海外輸出運動を始めた。
趣意書を持って代議士を訪ねたが相手にしてもらえず、ツテを頼って埼玉県出身の郷里の人物、渋沢栄一に会うことができた。「そういう話なら後藤新平に相談してみなさい」と電話で話を通してくれて、新平邸を訪ねる事ができた。そこで「その考えはまだ30年早いが、将来必ず日本が世界一の先進国になる日が来る。その間に何かひとつ世界に知らせられるものを勉強しておきなさい」と助言され、本格的に書の道を志す決心をし、書法研究に着手しはじめた。

### 修業時代
「新しい書法を確立させるためにはあらゆる困難に耐え得る精神力と体力が必要だ」と考え、自分の限界を試す意味で僧侶の精神修業にも似た事を開始した。2週間絶食し、水だけで過ごし、日中は肉体労働をして昼休みに砲丸投げ、夜間学校へ行き帰って来ると往復20キロのマラソンをした。他にも、吹雪が吹き荒れる中、裸になり橋の上で6時間坐禅し続ける。重量挙げをやり、割り箸を割るなどして握力が全く無くなった状態で細字を震えずに書く訓練を重ねた。その結果、米粒に肉眼で万葉集を書き世界最小の本を作り上げた。「精神集中を続けると米粒が親指大ぐらいに見えてくる」と言っており、これを心眼と言っていた。

### 五十四母字結構法の完成
色々な修業をしながらも書法の科学性ということを考え続けていた。突き詰めて考えると書の原点は点と棒線、縦と横と斜め、直線と曲線。基本はこれだけであった。そこで、中国に古来から伝わる結構法を見て研究をし続け、重複するものを全部省くと54つの元字(母字)にまで縮められた。この法則に従って基本を習得すれば、誰でも美しい文字が書けるものだと信念を持った。この成果を確かめようと当時の教え子に指導して三国興亜親善書道展覧会に出品したところ、32名全員が入選するという快挙を成し遂げた。日本・満州・中国の3国でそれぞれ入選数が100点ずつと決められていた中で、日本全国100分の32点を独占してしまった。このことで三国政府から表彰を受け、研究成果を公表しろと言われたため「1週間上達法」として白木屋デパート(現東急百貨店)と銀座伊東屋で2,000部販売した。1週間で売り切れとなったが、白木屋と伊東屋共に無断で複製し販売し始めたため、特許を取得した。書道の教材としては史上初めてのことであった。
これらのことが五十四母字結構法の母体となり、完成をみたのは昭和40年。62歳の時であり、従来の書道のあり方に疑問をもって研究を始めてから実に半世紀近くの時が経っていた。

### 日本書法芸術院の誕生
河西三省の働きかけで、昭和26年東京都主催の成人学校が開催され初代書道講師となった。1期が3ヶ月であったが、署名運動まで起こりもう1期続けた。今度は大田区でも成人学校をやることになり、そこでも10期講師を務める事になった。ところが役所の方から「同じ講師が続けていては１派に偏るから困る」という意見が出始めた。当時大田区には日展の審査委員長をしていた鈴木翠軒など著名な書家がたくさんいたため、哲仙と交代させなければ顔が立たなかった。役所にはやめてほしいと言われるが、生徒にはもっと続けてほしいと言われた。ならばここにいる皆で書道会を作ろうとなり、昭和29年日本書法芸術院が誕生することになった。
日本書法芸術院の名前は、戦後「日本は平和を愛する民族である」ということを理解してもらう為、ダグラス・マッカーサーとマッカーサーの上官リッジウェイ大将に細字で綴られた肖像画を贈る事にした。その時「個人名では受け取ってもらえない」と新聞記者からアドバイスを受け、付けた名前が「日本書法芸術院会長堀野哲仙」であった。その後、戦後日本とアメリカの窓口役になっていたキャピー原田の夫人と哲仙が矢口小学校のPTA会長と副会長だった関係から知り合いとなり、肖像画の事を聞いてみると「間違いなく本人に渡っている」と聞かされ大喜びした。

### 書道と世界平和(晩年)

#### 中国
昭和13年、三国興亜親善書道展覧会で最高賞を受賞したことで、教え子たちが刺激を受け「日本と中国の子供同士で書の交流をしたい」と企画した事から「日満華親善児童作品交換会」を実施する事になった。この交換会は三年間続いたが戦争の激化で中止。中国から送られてきた作品の一部が返却できないまま40年もの月日が流れてしまった。日本書法芸術院の会長となり、日本で初めて「書道」を「書法」と名付けた団体であったことから、中国人民対外友好協会から「日本の書法について講演して欲しい」と依頼が舞い込んだ。その時にかつての子供達の作品のことを伝えると「これは中国・日本の学童交流のルーツかもしれない」と友好協会は衝撃を受け、是非送り返してほしいとなった。
堀野書法を講演するため1984年に中国に渉り、中国書法家協会幹部や総主席であった啓功先生を前に五十四母字結構法の講演をおこなった。通訳を介しての講義だったため、言っている事が難しいと通訳が日本語に訳すことができなかった。この時啓功先生が「先生の言わんとしていることは難しいがよくわかります。続けて下さい」と言ってくれたおかげで場の空気が和らぎ、五十四母字結構法に基づいて字を書くとどうなるか見せてみよう。となった。初めて堀野哲仙の書く字を見た書法家協会の人間は驚きの声をあげ「堀野哲仙は王羲之の流れを組む正統派の第一人者だ」と最高の評価を与えられた。
この一件で、中国との交流を開始して書法展を各地で開催した。友好協会幹部との交流も始まり、通常天皇や大臣クラスを相手にする孫平化、王効賢、林林などと友好関係を築き、まさに国賓待遇の扱いを受けるようになった。また、ラストエンペラー愛新覚羅溥儀の甥で書法家として有名な愛新覚羅毓嶦を日本に初めて招聘した。88歳になった時中国側の要請で米寿展を開催することになり、北京故宮博物院内絵画館の国宝を全て取り払ってもらい88点の作品を展示した。日本人が故宮博物院内で個展を開いたのは初めてのことであった。

#### アメリカ
1976年アメリカフロリダ州フォートローダーデル市の美術学校で書道のデモンストレーションを日本人として初めて実施した。美術学校の講師であったパーカーと哲仙の娘が知り合いだったことから、フォートローダーデルを訪ねた際パーカーから書道のデモンストレーションをやってほしいとお願いされた。実演をするとは思っておらず、道具を何も持って行かなかったが、パーカーは水墨画に興味があり「自分の持っている筆と墨と浴衣を貸すのでこれを使ってほしい」と言われた。急遽アメリカ人を前に実演をすることになったが、書道を理解してもらえる工夫をし、漢字の成り立ちから作品制作までの流れを、クイズをまじえて講演する事にした。
会場は学生で溢れかえり、流れる様な筆使いに驚きの声をあげた。また、同じ文字を書くのにも人の心によって全く違うものになるということを理解すると、日本の神秘を感じ取ったようで全員が夢中になって書く姿を見続けた。
書道の揮毫を見るのは初めてのことだったので、ＴＶ局が3社、新聞社が5社取材に来ており、ＴＶ局はジェラルド・フォード対ジミー・カーターの大統領選真っ只中にも拘わらず夕方のゴールデンタイムで大きく取り上げ、新聞社のフロリダタイムス紙をはじめ数社が一面記事の中で取り上げた。このことは「書道を世界に広めたい」と願い続けた堀野哲仙の記念すべき一歩となった。
その後数回にわたり、アメリカでデモンストレーションを行った。日本嫌いであったキャピー原田の娘はこのデモンストレーションを見て日本の魅力に取りつかれ、翌日からキャピーの秘書となり来日することになった。「日本嫌いが治った」とキャピーからも感謝される結果となった。

## 略歴
- 1904年 2月2日、埼玉県大里郡武川村にて生誕
- 1917年 武川村の米庵流、小川真庵に入門。
- 1924年 上京。中川和堂に入門。相沢春洋より「春窓」(しゅんそう)の雅号を授与される。
- 1925年 友斐会を結成。松本芳翠の書海誌友となる。
- 1929年 日本芸術院文部大臣賞を受賞。
- 1933年 書法研究に着手。雅号を「哲仙」に改名。
- 1938年 第1回日・満州・支、三国興亜親善書道展覧会臨書部で最高賞受賞。
- 1939年 第2回同展学童部に、教え子32名全員入選の快挙。指導優秀の特別表彰を受ける。内閣総理大臣清浦奎吾より展覧会委員を任命される。
- 1940年 大日本青年書道翼賛連盟を結成。
- 1942年 鳩山一郎、松永東、嘉悦孝、大妻コタカを顧問にして、東邦書道協会設立。武蔵高等工科学校(現東京都市大学)講師に招かれる。
- 1946年 連合国軍最高司令官総司令部より書道翼賛連盟責任者として公職追放処分を受ける。
- 1950年 追放処分解除される。ダグラス・マッカーサー元帥とリッジウェイ大将に細字で綴られた肖像画を贈る。
- 1951年 東京都主催成人学校書道部初代講師となる。
- 1952年 大田区書道連盟結成副会長兼審査委員長に就任。
- 1954年 日本書法芸術院設立。
- 1965年 書道専門学校を大田区蒲田に開校。
- 1976年 堀野書道学校に改名。フロリダ州フォートローダーデル市の美術学校で日本人として初めて書道のデモンストレーションを行う。
- 1980年 米国ワシントン州政府の招きで三市で書道のデモンストレーションを実施。
- 1984年 中国人民対外友好協会本部の招きで中国書法家協会幹部を前に五十四母字結構法を講演。啓功先生と書法交流。
- 1985年 第1回中国堀野書道学校書法展を紫禁城内労働人民文化宮東配殿で開催。
- 1987年 雅号を「翁仙」に改名。
- 1991年 中国側の要請で米寿展を北京故宮博物院内絵画館で開催。王光英、孫平化、王効賢、林林等、要人と交流を重ねる。
- 1995年 永眠

## 著書・著作
- 『書法概論』 静雅堂出版
- 『五十四母字結構法』 静雅堂出版
- 『楷書天地文』 静雅堂出版
- 『行書国史篇』 静雅堂出版
- 『草書教本』 静雅堂出版
- 『草書百韻歌』 静雅堂出版
- 『哲仙かな帖』 静雅堂出版
- 『隷書七言絶句集』 静雅堂出版
- 『学生教本(上)(下)』 静雅堂出版
- 『教育漢字書法』 静雅堂出版
- 『細字楷行六千字』 静雅堂出版
- 『揮毫範例』 静雅堂出版
- 『雅俗揮毫範例』 静雅堂出版